# Podsadnikowce
Podsadnikowce (Splachnales (M. Fleisch.) Ochyra) – rząd mchów należący do klasy prątników (Bryopsida Rothm.).

## Systematyka
Rząd Splachnales (M. Fleisch.) Ochyra należy do nadrzędu Bryanae (Engl.) Goffinet & W. R. Buck, podklasy Bryidae Engl., klasy Bryopsida Rothm., podgromady Bryophytina Engler, gromady Bryophyta Schimp.
Do rzędu podsadnikowców należą dwie rodziny:
- Meesiaceae Schimp. – parzęchlinowate
- Splachnaceae Grev. & Arn. – podsadnikowate